# Krabożer
Krabożer (Dromas ardeola) – gatunek ptaka, będący jedynym przedstawicielem rodziny krabożerów (Dromadidae), należącej do rzędu siewkowych. Badania, których wyniki opublikowano w 2010 wykazały, że rodzina ta jest najbliżej spokrewniona ze żwirowcowatymi. Nie wyróżnia się podgatunków.

## Morfologia
Długość ciała 33–36 cm, masa ciała ok. 250–325 g. Jest ptakiem smukłym o długich nogach i dziobie przystosowanym do jedzenia krabów. Ubarwiony jest niemal całkowicie na biało z niewielkimi czarnymi partiami, obejmującymi lotki I rzędu i grzbiet. Nie występuje dymorfizm płciowy. Często podczas siedzenia krabożery wtulają głowę między skrzydła, przez co wyglądają jak mewy – odróżnić je można po długich nogach. Palce u nóg są u nasady połączone błoną.

## Zasięg występowania
Poza sezonem lęgowym ptaki żyją w rozproszeniu wzdłuż wybrzeży Afryki i Indii, sięgając na południu do Natalu, na północy do Turcji, a na wschodzie do Malezji. Gniazduje w Zatoce Perskiej, Omanie i Zatoce Adeńskiej (od Iranu do Somalii). Zalatuje do Egiptu, Izraela, Syrii i Turcji.

## Ekologia
Krabożery to towarzyskie ptaki, cały rok żyją w stadach liczących 20 lub więcej osobników. Obserwowano, jak stada zbierały się oblegając myśliwego, który zastrzelił jednego z ptaków. Przedstawiciele D. ardeola żerują w strefie pływów; żyją na tropikalnych wybrzeżach z piaszczystymi wydmami, połaciami mułu, estuariami i rafami koralowymi. Zjadają kraby, których pancerze wcześniej miażdżą dziobami. Ponadto jedzą mięczaki, pierścienice i inne bezkręgowce. Najczęściej żerują nocą, ze względu na fakt, że część krabów prowadzi nocny tryb życia.

### Lęgi
Krabożery gniazdują kolonijnie na piaszczystych wydmach. Nogami i dziobem ptaki wykopują tunel liczący do 2 m długości, na którego końcu w komorze lęgowej składają jedno, niekiedy dwa, jaja. Skorupka ma barwę białą, jajo waży około 45 g. Podczas jednego z badań w Iranie ustalono, że średni rozmiar jaj (n=47) wynosi 64,05 × 44,04 mm, a okres inkubacji wynosi 31–35 dni. Od wyklucia do opierzenia mija około 7 tygodni. Potem młode ptaki pozostają jeszcze w gnieździe, prawdopodobnie z powodu niemożności samodzielnego pozyskiwania pokarmu – dla małych piskląt kraby mogą stanowić zagrożenie. Jeszcze na zimowiskach widywane są ptaki żebrzące o pokarm.

## Status
Międzynarodowa Unia Ochrony Przyrody (IUCN) uznaje krabożera za gatunek najmniejszej troski (LC – least concern) nieprzerwanie od 1988 roku. W 2023 roku organizacja Wetlands International szacowała liczebność światowej populacji na 52 200 – 69 500 osobników, a trend liczebności populacji oceniała jako stabilny.